# 抵御爱神
《抵御爱神》（法文：Jeune Fille se Defendant Contre L'amour；英文：Young Girl Defending herself against Amor）是法国画家威廉·阿道夫·布格罗创作于1880年的一幅油画。现藏于美国加州洛杉矶的格蒂博物馆 (The J. Paul Getty Museum)。